# Květoslava Princová
Květoslava Princová (* 4. května 1950 Lipník nad Bečvou) je signatářka Charty 77, disidentka a pedagožka. Se svým manželem Janem Princem vepsala do dějin českého undergroundu jako propagátorka komunitního života na „barácích“, jak se říkalo venkovským usedlostem, na kterých v sedmdesátých a osmdesátých letech žili příznivci kulturního undergroundu.

## Osobní život
Květa Princová narodila do moravské katolické rodiny. Její otec byl členem lidové strany. V roce 1968 nastoupila na pražskou Vysokou školu chemicko-technologickou. V té době se zapojila do studentských stávek proti invazi vojsk Varšavské smlovy do Československa. V 70. letech se během studií seznámila s Danou Němcovou a účastnila se bytových seminářů a disidentského života nejen v bytě rodiny Němcových.
V roce 1976 koupila se svým manželem Janem dům v Rychnově; tam se sjížděli lidé z pražského a severočeského undergroundu. Lidé, kteří byli komunistickým režimem pronásledovaní, zde často nacházeli azyl. Na rychnovském „baráku“ byly pořádány výstavy, přednášky a koncerty; kvůli rozlučkovému koncertu Paula Wilsona byl Jan Princ odsouzen k tříměsíčnímu trestu odnětí svobody nepodmíněně. Následně komunisté dům vyvlastnili a poté jej vyhodili do povětří. Komunisté rodinu Princových i s malými dětmi vyštvali i z dalších dvou domů, na kterých se snažili usadit a žít. Jednalo se o budovy fary v Robči a statku v Mastířovicích. V roce 1986 se rodina odstěhovala do Nenakonic nedaleko Olomouce, kde žije dodnes.

## Život po pádu komunismu
Po pádu komunismu v roce 1989 se Květa Princová angažovala v Občanském fóru, v jednašedesáti letech si udělala doktorát z aplikované etiky. Mimo jiné vedla kancelář tehdejšího primátora Olomouce, působila v charitě a spoluzaložila obor sociální a humanitární práce na katedře Křesťanské sociální práce na Univerzitě Palackého v Olomouci.